# 3449 Abell
3449 Abell eller 1978 VR9 är en asteroid i huvudbältet som upptäcktes den 7 november 1978 av de båda amerikanska astronomerna Eleanor F. Helin och Schelte J. Bus vid Palomarobservatoriet. Den är uppkallad efter astronomen George Ogden Abell.
Asteroiden har en diameter på ungefär 15 kilometer och den tillhör asteroidgruppen Themis.